# بويغاء

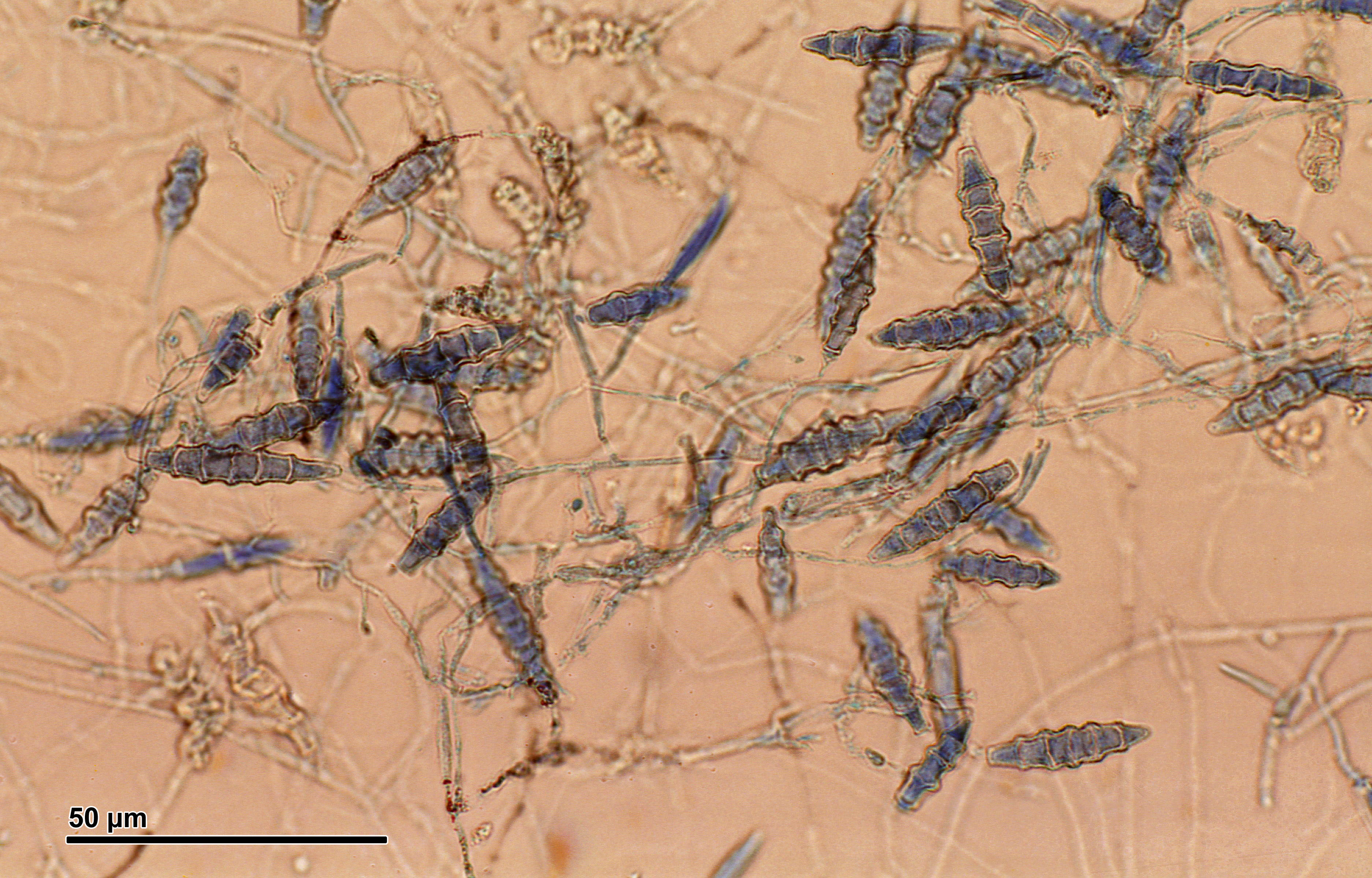
البويغاء الجبسية

البويغاء (الاسم العلمي: Microsporum) هو جنس من الفطريات التي تسبب سعفة الرأس، سعفة الجسم، سعفة، وغيرها قوباء حلقية (الالتهابات الفطرية في الجلد). البويغاء تشكل كلا من غبيرة كبيرة (الهياكل التناسلية اللاجنسية الكبيرة) و غبيرة صغيرة (الهياكل التناسلية اللاجنسية الأصغر) على المبيضات القصيرة. الغبيرة الكبيرة هي زجاجية، متعددة الحواجز، متغيرة في الشكل، مغزلية، المغزل على شكل بيضاوي، 7-20 من 30-160 ميكرومتر في الحجم، مع أشواك رقيقة أو سميكة لثقب جدران الخلايا. شكلها وحجمها ومميزات جدار الخلية هي خصائص مهمة لتحديد الأنواع. الغبيرة الصغيرة هي زجاجية، أحادية الخلية، كمثرية- دبوسية الشكل، جدارها أملس، 2.5-3.5 في 4-7 ميكرومتر في الحجم ولا يتم تشخيصها لأي نوع واحد.
يعتمد فصل هذا الجنس عن شعروية أساسًا على خشونة جدار الخلية الخلوية الكبيرة، على الرغم من أنه قد يكون من الصعب في بعض الأحيان ملاحظته عمليا. تم وصف سبعة عشر نوعًا من البويغاء. ومع ذلك، تم تضمين الأنواع الأكثر شيوعًا فقط في هذه الأوصاف.
تشير خصائص التحلل الكيراتيني التي تمتلكها البويغاء العفناوية إلى أنه يمكن استخدام الفطر كبديل لإعادة تدوير كمية كبيرة من النفايات الكيراتينية الصناعية.

## الأنواع
- البويغاء الأمازونية
- البويغاء الأودوينية
- Microsporum boullardii
- البويغاء الكلبية
- البويغاء الكلبية المفتولة
- البويغاء العفناوية
- البويغاء المفتولة
- البويغاء الدوبوازية
- البويغاء المعتدلة
- البويغاء الصدئة
- البويغاء الصحماء
- البويغاء الدجاجية
- البويغاء الجبسية
- Microsporum langeronii
- البويغاء القزمة
- البويغاء الفرسقية
- البويغاء المبتسرة
- Microsporum ripariae
- Microsporum rivalieri

## روابط خارجية
- دكتور فطر
- وحدة الفطريات في مستشفى أديلايد للنساء والأطفال